# Adolph Boye
Adolph Engelberth Boye (11. februar 1784 i Nakskov - 16. november 1851) var en dansk litterat, søn af Johannes Boye.
Han blev student 1805, studerede i nogen tid lovkyndighed og beklædte fra 1810 forskellige stillinger i Finanskollegiet. Han nærede megen kærlighed til poesi, særlig den komiske, og har indlagt sig fortjeneste som udgiver af Holbergs og Wessels skrifter. Da Baggesen fremkom med et forslag om at "renskrive" Holberg, rettede Boye, under navnet Peter Wegner, et skarpt angreb på ham. Som varm beundrer af Oehlenschlägers digtning stod han på dennes side i kampen mod Baggesen. Han havde fra sine drengeår megen lyst til at færdes på søen - hvorfor Kamma Rahbek kaldte ham "den nautiske" - og denne tilbøjelighed gav anledning til, at han skrev adskillige søhistoriske afhandlinger, for eksempel om Danebrogs brand.